# Сосновка (Полесский район)
Сосно́вка (до 1938 года Аугстагиррен, нем. Augstagirren; в 1938—1946 годах Гросс Баум, нем. Gross Baum) — посёлок в Полесском районе Калининградской области. Является административным центром Саранского сельского поселения.

## Этимология названия
Прусское слово Augstagirren означает  «высокий лес».

## География
Посёлок расположен в 17 километрах от Полесска на трассе А-190.

## История
Первое упоминание Аугстагиррена относится к 1312 году. До 1945 года Аугстагиррен входил в состав Восточной Пруссии, Германия. 
В 1923-1926 годах в поселении была построена кирха. В 1938 году переименован в рамках борьбы с прусскими названиями. 
С 1945 года входил в состав РСФСР СССР. Ныне в составе России. В 1946 году Аугстагиррен был переименован в Сосновку. С 1947 года посёлок относился к Сосновскому сельскому совету. 30 июня 2008 года стал административным центром образованного в ходе административной реформы в Российской Федерации Саранского сельского поселения.

## Население
| 1910 | 1939  | 2002 | 2010 | 2012 | 2013 |
| ---- | ----- | ---- | ---- | ---- | ---- |
| 553  | ↗1036 | ↘805 | ↘742 | ↗915 | ↘912 |

## Социальная сфера

### Учреждения образования
- Основная общеобразовательная школа
- Детский сад

## Достопримечательности
- Памятник погибшим в годы Первой мировой войны 1914—1918 годов[8].
- Здание лютеранской кирхи (1923—1926 годов). Проектировщиком здания выступил профессор Кёнигсбергской академии художеств Ларс Иоганн Людвиг Фридрих. В 2017 кирха была отремонтирована. Сейчас здесь находится действующий храм святого апостола и евангелиста Иоанна Богослова.
- Братская могила 76 советских воинов, погибших в 1945 году
- Памятник погибшему разведчику группы «Джек» Иосифу Ивановичу Зварике[9].
- Здание гостиницы «Дом лесника».

## Известные жители
- Ульяна Ситникова — Чемпионка Европы по тайскому боксу[10].